# ستان فريزر
ستان فريزر (بالإنجليزية: Stan Frazier)‏ هو مغني أمريكي، ولد في 23 أبريل 1968.

## وصلات خارجية
- ستان فريزر على موقع IMDb (الإنجليزية)
- ستان فريزر على موقع ميوزك برينز (الإنجليزية)
- ستان فريزر على موقع أول ميوزيك (الإنجليزية)
- ستان فريزر على موقع ديسكوغز (الإنجليزية)
- ستان فريزر على موقع قاعدة بيانات الفيلم (الإنجليزية)